# 木偶王子
《木偶王子》（匈牙利語：A fából faragott királyfi），作品13（或作品號Sz. 60），為巴托克·贝拉的一部默劇芭蕾作品，完成於1914至1917年間。《王子》的評價沒有《奇異的滿洲人》（A csodálatos mandarin，1926年）來得高，然而其首演是作曲家生涯早期重要的一次成功。
這部作品使用了龐大的樂團編制，在手法上受到德布西、理查德·施特劳斯與華格納等人的影響。

## 背景
此劇的劇本來自鲍拉日·贝洛作品，該作品於1912年刊載在匈牙利具影響力的文學期刊《西方》（Nyugat）當中。

### 首演
1917年5月12日，於布達佩斯，Egisto Tango指揮。

## 分析

### 配器
| - 木管 - 長笛：4（二人兼任短笛） - 雙簧管：4（二人兼任英國管） - E♭調中音薩氏管 - B♭調次中音薩氏管（兼任E♭調上低音薩氏管） - 單簧管：4（二人分別兼任E♭調高音單簧管、低音單簧管） - 低音管：4（二人兼任倍低音管） | - 銅管 - 圓號：4 - 小號：4 - 短號：2 - 長號：3 - 低音號：1 | - 定音鼓 - 擊樂：大鼓、鈸、小鼓、軍鼓、三角鐵、鑼、鐘琴、木琴、響板 | - 豎琴：2 - 鋼片琴（四手聯彈） - 弦樂 - 第1小提琴：16 - 第2小提琴：16 - 中提琴：12 - 大提琴：10 - 低音提琴：8 |

### 結構
除前奏曲外，作品可分為7個部分，之間各自由間奏性質的段落予以銜接。
1. 前奏曲
2. 林中公主之舞（英語：Dance of the Princess in the Forest）
3. 樹之舞（Dance of the Trees）
4. 海浪之舞（Dance of the Waves）
5. 公主與木偶的共舞（Dance of the Princess with the Wooden Doll）
6. 公主拉扯著木偶王子，試圖讓他起舞（The Princess pulls and tugs ar him and tries to make him dance）
7. 她試著以舞蹈吸引真正的王子（She tries to attract him with a seductive dance）
8. 心慌的公主希望跟在王子後面，卻遭到森林阻撓（Frightened, the Princess attempts to hasten to him, but the forest stops her）

## 商業錄音
- 多拉蒂·安塔尔指揮伦敦交响乐团，水星唱片，1964年
- 尼姆·耶尔维指揮愛樂管弦樂團，Chandos，1991年
- 皮埃尔·布莱兹指揮芝加哥交响乐团，DG，1992年
- 科奇什·佐尔坦指揮匈牙利國家愛樂樂團，Hungaroton，2007年
- 馬林·阿爾索普指揮伯恩茅斯交響樂團，拿索斯，2008年
- 苏珊娜·迈尔基指揮赫尔辛基爱乐乐团，2019年

## 音樂會組曲
《王子》有不同的音樂會用途版本，由巴爾托克本人改編，手稿經編輯Denijs Dille審視、整理之後印行：
- 第1號組曲：含3個樂章（原作第2、第3和第4樂章），通稱「小組曲」
- 第2號組曲：7個樂章，除前奏曲和取自原作的5個樂章之外，此版本附有作曲家新作的終曲樂章

## 外部連結
- 木偶王子：国际乐谱典藏计划上的乐谱